# Estadio Hazza bin Zayed
El estadio Hazza bin Zayed, en (árabe: استاد هزاع بن زايد ), es un recinto de usos múltiples ubicado en la ciudad de Al Ain, Emirato de Abu Dabi, Emiratos Árabes Unidos. Es el estadio del Al-Ain FC de la Liga Profesional de Fútbol. Posee una capacidad de 25 000 espectadores y fue inaugurado en 2014.

## Detalles
El estadio se divide en siete niveles, y es aclamado como uno de los más modernos y únicos escenarios deportivos en el Oriente Medio. Es uno de los centros deportivos más sofisticados de la región y se ha convertido en un destino de visita para ciudadanos residentes y turistas que visitan los Emiratos Árabes Unidos. Fue elegido como Estadio del año 2014 por el sitio web especializado StadiumDB.com.
Su construcción comenzó en abril de 2012 y finalizó en diciembre de 2014. Estaba previsto que el Al-Ain se enfrentara a Manchester City en la ceremonia inaugural del estadio, pero el City por problemas de falta de fechas no pudo viajar a los Emiratos Árabes Unidos. Sin embargo, el amistoso se jugó después de finalizada la temporada de la Premier League y el Manchester City venció 3-0 al equipo local. 
El estadio fue elegido como una de las seis sedes que albergaron la Copa Asiática 2019.

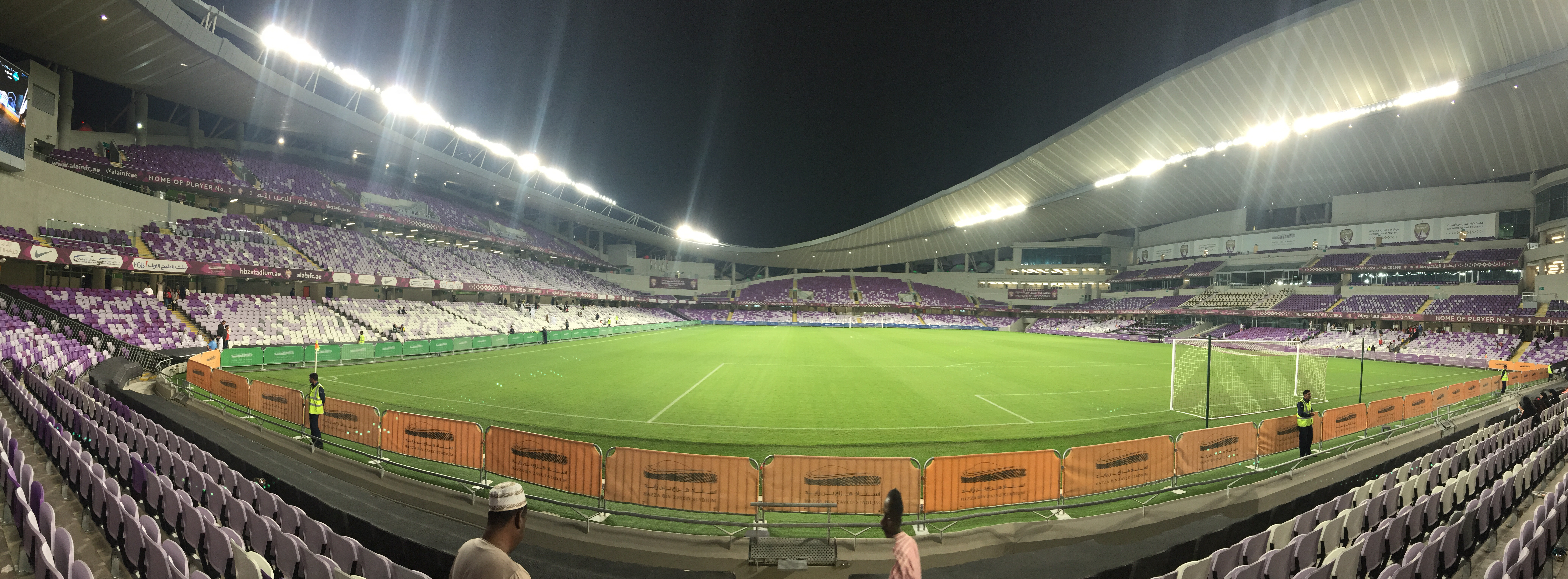
Imagen panorámica del estadio.

## Eventos de fútbol

### Copa Mundial de Clubes de la FIFA 2017
En el estadio se disputaron tres juegos de la Copa Mundial de Clubes de la FIFA 2017.
| Fecha           | Equipo           | Resultado | Equipo             | Fase                   |
| --------------- | ---------------- | --------- | ------------------ | ---------------------- |
| 6 de diciembre  | Al-Jazira        | 1–0       | Auckland City      | Eliminación preliminar |
| 12 de diciembre | Wydad Casablanca | 2–3       | Urawa Red Diamonds | Quinto puesto          |
| 12 de diciembre | Grêmio           | 1–0       | Pachuca            | Semifinal              |

### Copa Mundial de Clubes de la FIFA 2018
- En el estadio se disputaron cinco juegos de la Copa Mundial de Clubes de la FIFA 2018.
| Fecha           | Equipo             | Resultado      | Equipo          | Fase                   |
| --------------- | ------------------ | -------------- | --------------- | ---------------------- |
| 12 de diciembre | Al-Ain             | 3–3 (4-3 pen.) | Team Wellington | Eliminación preliminar |
| 15 de diciembre | Kashima Antlers    | 3–2            | Guadalajara     | Cuartos de final       |
| 15 de diciembre | Espérance de Tunis | 0–3            | Al-Ain          | Cuartos de final       |
| 18 de diciembre | Espérance de Tunis | 1–1 (6-5 pen.) | Guadalajara     | Quinto puesto          |
| 18 de diciembre | River Plate        | 2–2 (4-5 pen.) | Al-Ain          | Semifinal              |

### Copa Asiática 2019
- El estadio albergó ocho partidos de la Copa Asiática 2019.
| Fecha               | Selección #1       | Resultado | Selección #2  | Ronda            | Espectadores |
| ------------------- | ------------------ | --------- | ------------- | ---------------- | ------------ |
| 6 de enero de 2019  | Australia          | 0–1       | Jordania      | Grupo B          | 4934         |
| 9 de enero de 2019  | Catar              | 2–0       | Líbano        | Grupo E          | 7847         |
| 11 de enero de 2019 | Kirguistán         | 0–1       | Corea del Sur | Grupo C          | 4893         |
| 14 de enero de 2019 | Emiratos Árabes U. | 1–1       | Tailandia     | Grupo A          | 17 809       |
| 16 de enero de 2019 | Vietnam            | 2–0       | Yemen         | Grupo D          | 8237         |
| 20 de enero de 2019 | Tailandia          | 1–2       | China         | Octavos de final | 8026         |
| 25 de enero de 2019 | Emiratos Árabes U. | 1–0       | Australia     | Cuartos de final | 25 053       |
| 28 de enero de 2019 | Irán               | 0–3       | Japón         | Semifinal        | 23 262       |

### Supercopa Internacional 2022
El estadio albergó la final de la Supercopa Internacional 2022 del futbol argentino.
| Fecha               | Equipo      | Resultado | Equipo       | Fase  |
| ------------------- | ----------- | --------- | ------------ | ----- |
| 20 de enero de 2023 | Racing Club | 2–1       | Boca Juniors | Final |